# Георг Венцеслаус фон Кнобелсдорф
Георг Венцеслаус фон Кнобелсдорф (* 17 февруари 1699 в имението Кукедел край Кросно на Одер; † 16 септември 1753 г. в Берлин) е бил първо войник, след това художник на портрети и пейзажна живопис, интендант на театър, архитект-озеленител на зелени площи и интериорен декоратор, но преди всичко архитект в служба на крал Фридрих II в Прусия. Той се превръща в един от най-важните майстори-строители на фридерицианското рококо.
Личните му отношения с кронпринца (престолонаследник) и по-късен крал, Фридрих II, се характеризират с хармонично, почти приятелско начало, последвано от нарастващо напрежение и почти помирителен завършек. Само за около две десетилетия той изработва множество проекти за дворци, аристократични домове, колонади, обелиски, паркове и др., които оказват силно влияние върху облика на резидентните кралски градове Берлин и Потсдам. Голяма част от тях са променени или унищожени, някои са се запазили и до днес или са били могли да възстановени чрез реконструкция.

## Живот и творби

### Военна служба и пътят към изкуството
Георг Венцеслаус Кнобелсдорф е роден като най-големият син на силезийски благородници на 17 февруари 1699 г. в германското имение Кукедел (днес с. Кукадло [Kukadło] в Полша) близо до гр. Кросно Оджанске. Баща му Георг Зигизмунд фон Кнобелсдорф и майка му Урсула Барбара фон Хаугвиц имат общо пет сина и три дъщери. След ранната смърт на баща си, той израства със своя кръстник, главен лесничей Георг фон Кнобелсдорф. В съответствие със семейните традиции той започва професионалната си кариера в пруската армия. Като 16-годишен участва в кампанията срещу крал Карл XII от Швеция и през 1715 г. участва в обсадата на Щралзунд, който принадлежи тогава на Швеция. На 29-годишна възраст е повишен в ранг втори лейтенант (Seconde-Lieutenant) (според други източници: военноморски капитан или военен капитан), той прекратява военната си служба по здравословни причини.
Още като войник той доразвива артистичните си умения чрез самоучение. След като напуска военната служба, той изучава различни техники на рисуване от пруския придворен художник Антоан Пен, с когото той остава в приятелски отношения през целия си живот. Той придобива допълнителни знания по геометрия и анатомия. Професионалното си бъдеще той вижда в живописта. За неговите картини и скици винаги е получавал широко признание, дори когато фокусът на работата му отдавна вече е бил по-скоро другаде.
В сферата на архитектурата той навлиза по заобиколен път, а именно чрез изобразяването на сгради в своите картини. Многократно от критици по-късно е отбелязано художественото схващане на неговите архитектурни проекти и това е оценено по различен начин. Например, архитектът Хайнрих Лудвиг Мангер, който в длъжността си на майстор-строител по-скоро бил техник отколкото човек на изкуството с фантазия, пише в своята книга „Строителна история на Потсдам“ през 1789 г. с укорлив подтекст, че Кнобелсдорф „само е проектирал (сградите си) в перспектива и по живописен начин“, но хвали все пак неговите картини. Крал Фридрих Велики, от друга страна, се изказва с признателност за „живописния вкус (gout pittoresque)“ на архитекта. Въпреки това няма никакви признаци, че свободолюбивия характер на чертежите когато и да било е представлявал сериозно препядствие за изпълнението на строежите.
Кнобелсдорф придобива необходимите познания за новата си професия, след кратко обучение от архитектите Кементер и фон Вангенхайм, отново главно чрез самообучение. „Кавалерийски архитекти“ като него са били нищо необичайно през 16-и и 17 век и са се ползвали с професионално и социално уважение. Те се образоват чрез пряко наблюдение по време на обширни пътувания и чрез изучаване на колекции на медни гравюри с фасади на класически и съвременни сгради. Примерите за подражание на Кнобелсдорф, англичаните Иниго Джоунс (1573 – 1652) и Уилям Кент (1684 – 1748), както и французинът Клод Перо (1613 – 1688), също са навлезли в своята професия по заобиколен път и вече не са били съвсем млади мъже, когато са се посветили на архитектурата.

### Нойруппин и Райнсберг
Крал Фридрих Вилхелм I (наричан Кралят на войниците) разбира за Кнобелсдорф и през 1732 г. го изпраща в обкръжението на сина си – престолонаследника кронпринц Фридрих, по-късния крал Фридрих II (наречен още приживе Фридрих Велики). След като кралят заповядва обезглавяването на любовника на сина му и нарежда сина му да гледа екзекуцията, младият принц прави неуспешен опит за бягство в чужбина, но е заловен и изпратен от баща му в крепостен затвор в гр. Кюстрин. След напускане на затвора, кралят дава на сина си малко повече свобода и очевидно си обещавал от този си ход да покани Кнобелсдорф, че Кнобелсдорф, в качеството му на разумен, артистично надарен благородник, ще окаже уравновесяващо влияние върху сина му. (Причините за първата среща на Кнобелсдорф с принц Фридрих са представени по различен начин в различни източници; тя обаче единодушно датира от 1732 година.)
По това време престолонаследният кронпринц, на двадесет години възпроизведен в чин полковник, поема ръководството на нов полк в гарнизонния град Нойруппин. Кнобелсдорф става негов събеседник и съветник по въпроси на изкуството и архитектурата. Непосредствено пред градските стени се появява след тяхно съвместно планиране „Градината на Амалтея“, в която има моноптер, малък храм на Аполон по антични образец, от древността първият строеж от този вид на европейския континент и първата проба на Кнобелсдорф като архитект Фридрих Велики. Там се свири музика, философства и празнува и дори след като кронпринцът се премества в близкия дворец Райнсберг през 1736 г., той често посещава градината на храма по време на престоите си като командир в гарнизона на гр. Нойрупин.
През 1736 г. Кнобелсдорф получава от кронпринца възможността да отиде на учебно пътуване в Италия, което продължава до пролетта на 1737 г. То го отвежда между другото в Рим, в района на Неапол, във Флоренция и Венеция. Впечатленията му са записани в пътешественически скицник с почти сто скици с молив, но само от една част от пътуването: на връщане той си чупи ръката при катастрофа с колесницата му между Рим и Флоренция. Той не успя да изпълни една тайна задача – италианските оперни певци, които той трябвало да доведе в Райнсберг, не можели да бъдат заплатени с наличните му средства. „Местните кастрати трудно се решават да си отидат от тук, [...] стабилният хляб, който имат дори в бедно положение, е причината да предпочитат 100 райхски талера в Рим от колкото хиляди в чужбина.“ пише Кнобелсдорф до кронпринца. През есента на 1740 г., малко след като Фридрих се възкача на трона, кралят го изпраща на друго учебно пътуване. В Париж той бил впечатлен всъщност само от работата на архитекта Перо – фасадата на Лувъра и градинския фронт на Версайския дворец. В областта на живописта той назовава картините на Вато, Пусен, Шарден и други. На връщане през Фландрия той вижда картините на ван Дайк и Рубенс.

Дворецът Райнсберг с малкия придворен щаб на кронпринца се превръща в място за весело общуване и артистична креативност – противоположен модел на прагматичния, сух берлински двор на Краля на войниците (баща му). Тук Фридрих и Кнобелсдорф обсъждат архитектура и градоустройството и разработват първи идеи за оная обширна строителна програма, която трябва да бъде осъществена след възкачването на престолонаследника на трона. Кнобелсдорф намира първата си по-голяма поръчка като архитект в Райнсберг. По това време дворецът се състоял само от кула и едно крило. В картина от 1737 г. Кнобелсдорф е изобразил ситуацията преди ремонта, видяна от отсрещния бряг на езерото Гринерикзее. След подготвителни работи от майстора-строител Кеметер и в постоянна консултация с Фридрих, Кнобелсдорф придава на архитектурния ансамбъл днешната му форма. Той добавя към комплекса втората кула и свързаното с нея второ крило на сградата както и колонадата, която свързва двете кули.
- Скица на храма на Аполон в Нойрупин
- Изглед към дворец Райнсберг, 1737 г. Картина от Кнобелсдорф. Отрез.
- Дворец Райнсберг около 1740 г.
- Дворец Райнсберг, 2011 г.

### Форум Фридерицианум
Този комплекс бил планиран още в Райнсберг като най-важният строителен проект при началото на управлението на Фридрих. Кралят желаел нов градски дворец за Берлин, който да може да се мери с пищните резиденции на големите европейски сили. Кнобелсдорф проектира обширен комплекс с вътрешни дворове, преден почтен двор и полукръгли колонади непосредствено на север от централната улица Унтер ден Линден, пред него широк площад с две самостоятелни сгради – една опера и един дом за балове и бални игри. Малко след възкачването на Фридрих на трона през май 1740 г. започват проучвания на почвата и преговори за покупката и разрушаването на 54 къщи, които пречели на проекта. Още на 19 август 1740 г. всички приготовления били отново преустановени, твърди се, че предвиденият терен за строежа не бил подходящ. Истината е обаче, че далечни роднини на краля отказали да продадат двореца си, който се намирал точно насред запланувания репрезентативен резидентен площад.
Фридрих II се опитва да спаси положението като скицира собственоръчно промени върху чертожната схема на разположението на проекта. След като малко по-късно започва Първата силезийска война (1740 – 1742), решението относно строежа на форума трябвало да бъде отложено. Въпреки това кралят изисква от Кнобелсдорф да започне строежа на операта още по време на войната; това е днешната Държавна опера Унтер ден Линден. Дори след края на войната развитието на форума стагнира. В началото на 1745 г. става ясен засиленият интерес на Фридрих към близкия град Потсдам като втора резиденция; първоначалните планове остават на заден план. Застрояването на площада пред операта, както той тогава се е наричал (днес: Бебелплац), се развива в друга посока. 1747 г. започва строежа на катедралата „Света Хедвиг“, от 1748 г. се изгражда „Палата на принц Хайнрих, а между 1775 г. и 1786 г. се издига Кралската библиотека. Завършеният площад няма почти никаква прилика с първоначалния план, но бива високо оценен още от съвременниците му и дори в този си вид прави чест на краля като поръчител на строежа. Термините Форум на Фридрих, Фридрихов форум и Форум Фридерицианум обаче навлизат едва през 19 век в немската специализирана литература. Официално те никога не са били използвани за този площад.

### Операта и църквата „Света Хедвиг“
Кнобелсдорф е участвал в строежа на църквата „Св. Хедвиг“, остава неясно до каква степен. Фридрих II дарява готовите строителни планове на католическата общност на Берлин (въпреки че Прусия е протестантско кралство, но Фридрих бил много толерантен), които вероятно са били вдъхновени от самия него и изпълнени от Кнобелсдорф. Операта, от друга страна, в нейния първоначален вид е била проектирана изцяло от Кнобелсдорф и се счита за една от основните му творби. За фасадата на (погледнато от вън) семпло структурираната сграда, архитектът използва два изгледа на сгради от книгата „Витрувий Британик“ от Колен Кембъл, една от най-важните колекции от архитектурни гравюри с произведения на английския паладианизъм. За вътрешността на сградата той проектира поредица от три важни помещения, които имат различни функции, разположени на различни нива и декорирани по различен начин: Зала на Аполон, аудитория и сцена. Благодарение на технически съображения те могат да бъдат съединявани, образувайки една обща тържествена зала. Кнобелсдорф описва техническите особености в един берлински вестник, но също така с гордост отбелязва: „Този театър е един от най-дългите и най-широките в света“. През 1843 г. сградата изгаря до основи. След това е реконструирана. По време на Втората световна война е ударена многократно от тежки бомби. Всеки път реконструкцията се позовава на намеренията на Кнобелсдорф, но претърпява и значителни промени както във фасадата, така и във вътрешността. Операта и църквата „Св. Хедвиг“ са били вписани в учебниците и ръководствата по архитектура скоро след завършването им.
- Операта и църквата „Св. Хедвиг“, 1850 г.
- Паметна плоча на къщата на ул. „Унтер ден Линден“ № 7 в Берлин
- Операта и църквата „Св. Хедвиг“, 2009 г.
- Операта, 2018 г.
- Църквата „Св. Хедвиг“, 2018 г.

### Централният берлински парк „Тиргартен“ и имението
Кнобелсдорф проектирал градини във френски стил заедно с кронпринца още в Нойруппин и Райнсберг. На 30 ноември 1741 г. е издаден указ от станалия вече крал Фридрих II, с който се стартира преустройването на тогавашния ловен парк в Берлин, наречен Тиргартен, и превръщането му в централен „Парк на Берлин“. Документът съдържа указанието, че барон Кнобелсдорф е получил точни инструкции за това. Тиргартенът (от нем.: животинска градина) – някогашно курфюрстко ловно поле, силно запуснато от бащата на Фридрих – трябвало да бъде преобразувано в обществения парк и градина за наслада на резидентния град. За да се защитят новите насаждения, първоначално било забранено с незабавно действие гоненето на добитък в района, както дотогава било прието. Интересът на Фридрих към проекта може да се види и в по-късен декрет, според който е забранено да се премахват големи храсти или дървета без изричното разрешение на краля.
Като предпоставка за преустройването на ловната градина „Тиргартен“ първо трябвало големи части да бъдат пресушени. Нужните за това отводнителни ровове били изваяни във формата на естествени вади по разпореждане на Кнобелсдорф – решение, което по-късно е хвалебствено изтъкнато лично от Фридрих II. Съществените работи започват с разкрасяването на съществуващата главна ос, уличната отсечка, която се явява продължение на улицата „Унтер ден Линден“ през тиргартена, отвеждайки към буржоазния град Шарлотенбург (днес квартал на Берлин) (става въпрос за днешната улица „17-и юни“). Улицата била оградена с жив плет, а кръговото движение наречено „Голямата звезда“, в което се сливат общо осем улици-алеи, е украсено с 16 статуи. На юг от него Кнобелсдорф разпорежда създаването на три лабиринтови градини от жив плет по модела на известни френски паркове – обособени участъци с творчески орнаментално-преплетени пътеки от жив плет. Особено в източната част на парка, близо до Бранденбургската врата, е създадена гъста мрежа от множество пресичащи се пътеки, заета от множество „салони“ и „кабинети“ – малки площадчета, все едно „обзаведени“ с пейки и фонтани. Последователят на Кнобелсдорф, кралският озеленител Юстус Еренрайх Село, започнал да променя късните барокови зелени площи на своя предшественик в съответствие с новия, ориентиран към Англия идеал за пейзажен парк. Към края на 18 век предприетите мерки от Кнобелсдорф едва могат да се разпознават; почти всико е премахнато и преустроено, единствено основните характеристики на системата от пътеки е запазена. Факт остава обаче, че той е проектирал първия обществен парк в Германия, заплануван като такъв от самото начало.
В началото на 1746 г. Кнобелсдорф купува на търг за малко пари едно обширно малко имение в покрайнините на Тиргартена. То се намирало между „Голямата звезда“ и реката Шпрее, приблизително там, където днес е президентския дворец Белвю. Имотът включвал плантация от черници, ливади и обработваема земя, зеленчукови лехи и две селскостопански постройки за работниците. Кнобелсдорф разпорежда строежа на нова главна сграда – една семпла на външен вид вила. Фреските по стените и таваните в някои от стаите са се смятали за подарък от Антоан Пен на своя ученик и приятел. През 1938 г. къщата е разрушена. Различни биографи считат, че Кнобелсдорф използвал имота си в Тиргартена само за да прекарва там идилични летни месеци със семейството си всяка година. В действителност обаче, имението се използва със селкостопанско предназначение и се култивира интензивно като овощна и зеленчукова градина и по този начин се оказа полезна инвестиция. Самият Кнобелсдорф чете книги за поддръжката на овощни дървета и отглеждането на зеленчуци. Едно от тези произведения (L'Ecole du Jardin potager) съдържало систематика от различни видове зеленчуци, класифицирани според техните лечебни сили. Оттук идва и предположението, че Кнобелсдорф е очаквал растенията в градината му да облекчат постоянните му здравословни проблеми.
- Берлинският парк „Тиргартен“ през 1765 г.

### Дворец Монбижу, дворец Шарлотенбург, Градски дворец на Потсдам
Строителните промени по тези три двореца също са част от обширната програма, с която Кнобелсдорф се заема по поръчка наФридрих II непосредствено след възкачването му на трона или само няколко години след това.
Дворец Монбижу, създаден като едноетажен павилион с градинско съоръжение по продължение на р. Шпрее, е бил лятната резиденция и от 1740 г. вдовишко седалище на кралица Софи Доротее Пруска, майка на Фридрих Велики. Със само пет стаи и една галерия, павилионът скоро се оказа твърде малък, за представителните нужди на кралицата. Под ръководството на Кнобелсдорф сградата е разширена в две фази между 1738 г. и 1742 г., за да образува обширен симетричен комплекс със странични крила и няколко по-малки павилиони. Ярко оцветени повърхности, позлата, орнаменти и скулптури целели да придадат структура на продълговатата постройка. Този външен вид е загубен още през 1755 година. До разрухата на двореца в голяма степен през Втората световна война, фасадата е била бяла и гладко измазана. Останките на конструкцията са напълно премахнати през 1959/60 г.
Дворец Шарлотенбург почти не бил използван по времето на крал Фридрих Вилхелм I. Синът му мислел да се настани там и разпоредил още в началото на своето управление, двореца да бъде разширен от Кнобелсдорф. Така е създадена новата част на сградата – „Новото крило“ или „Кнобелсдорфското крило“, източно скачено с двореца. То съдържа две тържествени помещения, известни с обзавеждането си. Бялата зала, използвана като трапезария и тронна зала на Фридрих Велики, с таванни фрески от Пен, прави почти класицистично-строго впечатление. За разлика от нея, другата зала – „Златната галерия“ – с изключително богатата си орнаментика и своята цветова схема в зелено и златисто, може да се счита за въплъщение на Фридерицианското рококо. Контрастът между двете непосредствено съседни зали илюстрира ширината на художествените форми на изразяване на Кнобелсдорф. Интересът на краля към двореца Шарлотенбург отслабва, когато той започва да счита гр. Потсдам за своя втора резиденция и започва да строи и накрая също и да живее там. Дворецът е силно разрушен през Втората световна война и е реконструиран до голяма степен до най-малкия детайл след 1945 г.
Градският дворец в Потсдам. Бароковата сграда е завършена през 1669 г. След като плановете за построяване на нова резиденция в Берлин били разбити, Фридрих Велики поръчва на Кнобелсдорф да преустрои двореца между 1744 г. и 1752 г. и да го обзаведе с богат интериор в стил рококо. Неговите промени по фасадата целят да придадат на масивната сграда един по-лек и грациозен вид. Пиластрите и фигурите от лек пясъчник ясно се открояват от измазаните с червен цвят повърхности. Добавени са множество декоративни елементи, в синьо лакирани медни покриви са увенчани с богато украсени декоративни комини. Много от тези детайли били бързо загубени и никога повече не били подновени. През Втората световна война, сградата е претърпяла сериозни щети и е напълно премахната през 1959/60 г. След резолюция на Бранденбургския ландтаг, градският дворец е възстановен, поне във външния си вид, през 2011 г., а вътрешността му е модерна и се използва като седалище на ландтага. Още през 2002 г. на историческото си място е стояло копие от част на сградата – т. нар. „Портал на Фортуна“.
- Дворец „Монбижу“, 1739 г.
- Дворец „Шарлотенбург“, крилото на Кнобелсдорф
- Градският дворец в Потсдам с „Порталът на Фортуна“ и обелиск
- Реконструираният „Портал на Фортуна“ през 2006 г.

### Сансуси
На 13 януари 1745 г. Фридрих Велики нарежда изграждането на „Дом за наслада в Потсдам“. С тази цел той бил начертал много конкретни скици, които е предал на Кнобелсдорф за осъществяването им. Те предвиждали едноетажна сграда на приземно ниво въз лозовите тераси по южния склон на Борнщедското възвишение, намиращи се в северозападната част на гр. Потсдам. Кнобелсдорф проявил възражение срещу концепцията; искал сградата да бъде издигната на по-високо върху цокълен етаж, да има мазе и да е изтеглена напред до ръба на терасата – в противен случай щяла да изглежда като че ли потънала в земята, ако се погледне от подножието на лозовите тераси. Фридрих настоял обаче на своите си представи за строежа. Дори след забележки, че има повишената вероятност на старини да страда от подагра и настинки, и че двореца трябва да се построи така, че да е по-топъл и по-близо до терасите, мнението му не могло да бъде променено; по-късно той преживял точно тия неприятности, но го изтърпял без да се оплаква.

За осъществяването на проектните чертежи отговаряли строителният ръководител архитект Фридрих Вилхелм Дитерихс и майсторът-строител Ян Боуман. Само след две години строеж, дворецът Сансуси („Моята къщичка въз лозето“, както го наричал кралят) бил открит на 1 май 1747 г. Фридрих Велики живял там предимно от май до септември, а зимните месеци прекарвал в Градския дворец в Потсдам.
- Дворецът „Сансуси“ с големия фонтан
- Фонтан на фона на двореца
- Сансуси и лозовите тераси
- Цветна леха в подножието на терасите

### Декоративно изкуство
Доказателство за артистичната гъвкавост и многостранност на Кнобелсдорф са неговите декоративни дизайни за градински вази, огледални рамки, мебели и карети. Подобни дейности кулминирали в дизайна на представителни интериори, като например зрителната зала на операта „Унтер ден Линден“ и залите на двореца „Шарлотенбург“. Декоративната орнаментика е била важна категория в европейското рококо. Трима френски майстори на това изкуство – Антоан Вато, Жул Аурел Мейсоние и Жак дьо Ла Жуе – били създали шаблони за нея, които били широко използвани като медни гравюри и офорти. Кнобелсдорф очевидно е бил особено повлиян от работата на Вато, чиито мотиви той е заимствал и варирал при дизайна на огледални рамки и рамки за картини в двореца „Райнсберг“.
Това влияние се оказа решаващо при създаването на интериорния дизайн на „Златната галерия“ в „Новото крило“ на двореца „Шарлотенбург“ – шедьовър на фридерицианското рококо, създаден между 1742 г. и 1746 година. Дворецът е бил частично разрушен през Втората световна война и по-късно възстановен. Творецът Кнобелсдорф, който цял живот обичал и бил тясно свързан с природата, създал тук пространство на изкуството, което трябвало да „цитира“ и прославя природата. Същевременно, пейзажите на насъщния дворцов парк били пренасяни в помещението на „Златната галерия“ чрез огледални инсталации. Залата е дълга 42 метра, стените са облицовани с хризопразово-зелено мраморно щуко (вид мазилка, имитираща мрамор), а орнаментите, пейките и конзолите са позлатени. Стените и таваните са покрити с орнаменти, които се опират предимно на растителни мотиви. Принципът на орнаменталната гротеската в творчеството на Вато – творческа рамка от въображаеми растителни и архитектурни мотиви, ограждащи сцена от дървета и фигури, които се наслаждават на селска идилия и приключения – очевидно е послужила на Кнобелсдорф многократно като стимул.

### Френската църква в Потсдам
Френската църква е късно произведение от Кнобелсдорф. През 1752 г. той проектира малка сграда с намеци на римския пантеон с цел използване от религиозната общността на хугенотите. Реализацията на проекта е била положена в ръцете на Ян Боуман, чиито умения като майстор-строител Кнобелсдорф не ценял, но който от друга страна бил предпочитан вече многократно спрямо Кнобелсдорф при нови поръчкови възложения през последните години. Плановата схема на църквата има овална форма в порядъка на 15:20 метра и свободно люлеещ се купол, който Карл Фридрих Шинкел 80 години по-късно определя като статично много смело и рисковано решение. Семплият вид на вътрешността на църквата въздействал като амфитеатър поради заобиколната дървена емпория; в съответствие с френския реформатски ред на богослужение, вътрешността на църквата била без църковна орнаментика – нямало кръстове, нито кръщелни купели, нито фигуративни украси. На 16 септември 1753 г., денят на смъртта на Кнобелсдорф, крал Фридрих II подарява завършената църква на църковната общност на Потсдам.

През 19 век Шинкел подменя вътрешното обзавеждане на църквата, което вече било увредено. От самото начало още, сградата била издигната върху влажен терен, така че щетите по сградата са последвали много бързо, църквата е трябвало многократно да бъде затваряна в продължение на няколко години, но в крайна сметка тя е оцеляла невредима дори през Втората световна война. Последен, обширен ремонт се извършил през годините 1990 до 2003.
- Френската църква в Потсдам
- Френската църква в Потсдам
- Френската църква в Потсдам
- Френската църква в Потсдам

### Боледуване и смърт
През 1753 г. дългогодишното чернодробно заболяване на Кнобелсдорф става все по-тежко и забележимо. Пътуване до белгийските лечебни бани в гр. Спа не носят желаното подобрение. На 7 септември 1753 г., само няколко дни преди смъртта си, Кнобелсдорф пише „в момент на пауза на болките ми“ до краля. Той му благодари „за цялата доброта и всички добри дела, с които Ваше Величество ме обсипа в живота ми“. В същото време той го моли да признае двете му дъщери за законни наследници. Това било проблематично по него време, тъй като момичетата произхождали от интимна връзка, която не била в съответствие със социалната прослойка на баща им (Кнобелсдорф е с аристократично потекло, а майката на дъщерите му не). Дългогодишният ерген Кнобелсдорф бил встъпил през 1746 г. в партньорска връзка с „простолюдната“ Софи Шарлоте Шьоне, дъщеря на шарлотенбургския кистер (иконом на църква) Шьоне, и по този начин предизвикал негодувание сред придворното общество. Фридрих II изпълнил искането на тежко болния, лежащ на смъртно легло Кнобелсдорф, но с едно ограничение: аристократичната титла „фон“ не можела да бъде унаследена и предадена на дъщерите му, тъй като те не изцяло са с аристократично потекло.
Кнобелсдорф умира на 16 септември 1753 г. Два дена по-късно вестникът Берлинише Нахрихтен (в пренод: Берлински новини; на нем.: Berlinische Nachrichten) съобщава: „На 16-и текущия месец, точно тук, Високоблагороденият господар, господин Георг Венцел, Фрайхер фон Кнобелсдорф, гл. интендант на кралските всички дворци, домове и градини, шеф-директор на всички сгради във всичките провинции, също и таен съветник по финансите, войната и държавните имоти, след продължително заболяване през 53 година от славната си възраст, се прости със земния живот“. На 18 септември погребението се извършило в криптата на Германската катедрала на пл. Жандарменмаркт в Берлин. Четири години по-късно до него е погребан приятелят му Антоан Пен. Когато църквата е преустройвана през 1881 г., останките са преместени в едно от гробищата до Халешката врата в берлинския квартал Кройцберг; гробът е маркиран с мраморна плоча и ангелче. Гробът е било или унищожено по време на бомбардировка през Втората световна война, или следите му са загубени по време на строителни работи за прекрояване на улица Blücherstraße. Днес само един обикновен надгробен камък, разположен върху един гробищен парцел, собственост на общината на град Берлин, близо до входа на гробището на ул. Zossener Straße напомня за твореца. Гробът е бил поддържан като почетен гроб на град Берлин до 2014 г.

## Модели за подражание
Като архитект, Кнобелсдорф е силно повлиян от сградите и архитектурните теоретични трудове на Андреа Паладио. Този важен италиански майстор-строител от късния ренесанс публикува авторитетната творба „Quattro libri dell'architettura“ (Четири книги за архитектурата) през 1570 г. със собствени проекти и многобройни илюстрации на антична архитектура. От вдъхновителните подбуди и импулси от Паладио започва да се развива цял нов архитектурен стил, който през 17 век е бил разпространен в протестантска или англиканска Северна Европа, особено в Англия. За разлика от съвременния тогава барок със своите раздвижени силуети и вдлъбнато-изпъкнали фасадни релефи, така нареченият паладианизъм използва класически прости и ясни форми. Кнобелсдорф се чувствал силно повлиян от този принцип на проектиране в почти всичките си сгради, поне що се отнася до външната форма. Той не просто копира моделите, а ги превежда на своя собствен „архитектурен език“ (едва след смъртта му в Берлин и Потсдам се появяват множество точни копия на чужди фасади – като например на Палат Барберини). Той изпреварва времето си и в по-широк смисъл вече е бил станал представител на класицизма, който в Прусия всъщност се появява в по-тесния смисъл на думата едва в края на 18 век, достигайки връх си в началото на 19 век с творбите на Карл Фридрих Шинкел. В интериорната декорация, от друга страна, Кнобелсдорф следва главното течение на вкуса на времето от самото начало и предоставя отлични примери за къснобароково декоративно изкуство в стила на фридерицианското рококо, което е заимствано от френски модели.

## Художествената колекция
Кнобелсдорф е бил посветен колекционер на изкуство, факт, който е бил неизвестен, когато са открити стари списъци на инвентар. Той оставил след себе си една обширна колекция от картини и графики на своя приятел, подполковник Петер Кристоф Карл фон Кайт (1711 – 1756), която с няколко малко изключения нямала равна на себе си в Берлин през 18 век. Управителите на наследството са броили и изчислили 368 картини на стойност около 5400 райхсталера и над 1000 графични листа за 400 райхсталера. Остава неясно как Кнобелсдорф е успял да се сдобие с такава забележителна колекция – по това време в Берлин не е имало регулиран пазар на изкуство, най-често са се състояли просто единични продажби или търгове на наследствена маса, която понякога включвала в себе си и отделни картини. Предполага се, че контактите на Кнобелсдорф в Амстердам и Ротердам са били полезни в това отношение, тъй като те са били по него време центровете на процъфтяващата холандска търговия с изкуство. Фокусът на художествената колекция е пейзажната живопис, особено холандската живопис от втората половина на 17 век. Портретното изкуство сформира още един важен комплекс от наследството му, както и, в допълнение, няколко картини на военни битки, според вкуса на времето. Съвременни художници почти не са били представени сред колекцията. Открити са тридесет и седем екземпляра на собствените картини, създадени от Кнобелсдорф. Малко след смъртта на собственика, колекцията е разпарчетосана и продадена.

## Кнобелсдорф и ФридрихII
Отношенията между Кнобелсдорф и Фридрих II са една от централните теми на живота му. Споделеният интерес към изкуството и архитектурата е способствал за една почти приятелска близост между тях по време на младите им години, прекарани в гр. Нойруппин и Райнсберг. По инициатива на кронпринц Фридрих, през 1739 г. Кнобелсдорф е приет на заседание в дворец Райнсберг в Loge du Roi или Loge première – първата пруска масонска ложа. Тази почти постоянна, лична близост между двамата, съвместното им съсредоточаването върху броени неща, които са важни и на двамата, приключват като нещо природосъобразно, след като престолонаследникът кронпринц Фридрих се възкачва на трона през 1740 г. и е провъзгласен за крал Фридрих II, тъй като крал, той е трябвал да се докаже в нови области като например воденето на войни и управлението на държавата, поради което му е било необходимо да установи и поддържа връзки с далеч по-голям кръг от съветници и служители. Личната, приятелска връзката с Кнобелсдорф остава на по-заден план.
Тъй като Фридрих обаче същевременно добре познавал способностите на своя Кнобелсдорф и имал големи очаквания спрямо него, той веднага започнал да го затрупва с работа, но също така го снабдил и с титли и почести и през 1741 г. му отредил внушителна, представителна къща на ул. Лайпцигер Щрасе (Leipziger Straße) като негово служебно (ведомствено) жилище. На Кнобелсдорф бил възложен главния надзор над всички кралски сгради, освен това той е станал и интендант по пиесите и музиката (до 1742 г.). В допълнение към главната си работа като архитект, той е трябвало да поеме и административни задължения и различни други второстепенни неща, като например организиране на представление с фойерверки в градината на двореца Шарлотенбург, проектиране на сценичен декор за опери и поддържане на кралските конюшни в Берлин. Обикновено, Кнобелсдорф само предоставял чертожни скици и планове, а осъществяването на проектите оставял на опитни строители и техници, но въпреки това работата от време на време го изнервяла и смазвала. В такъв случай, нетърпеливият крал реагирал раздразнено. През 1742 г. кралят предупредил подканващо, че работата трябвала да се свърши по-бързо, „за да нямам причина да покажа своята чувствителност и да не извърша промени относно къщата, която ви дадох в Берлин за жилище... Той не изпълнява нищо така, както аз го искам, и е мързелив като артилерийски кон“. Такива разногласия първоначално били изключения.
Едно основно противоречие между двамата обаче съществувало от самото начало и постепенно ставало все по-ясно изразено. За Кнобелсдорф, един сериозен творец, архитектурата и живописта са били във фокуса на неговото битие. Фридрих Велики живо се интересувал и от двете, бил усвоил даже и знания по тях, но в крайна сметка си останал любител, за когото заниманието с архитектурата не можело да бъде поставено на първо място. Понякога той сравнявал интереса си към архитектурата с удоволствието на дете, когато то играело с куклите си. И кралят, и неговият архитект били непреклонни, понякога резки характери. Поради това, различните виждания по технически въпроси все по-често започнали да се превръщат в междуличностни напрежения. След като Кнобелсдорф много решително противоречи на краля при съвместното планиране на дворец Сансуси, то през април 1746 г. той като отговорно лице за строежа на двореца напуска проекта (официално по здравословни причини). През 1747 г. във финансовите отчети на чиновника по строителната дейност г-н Финке, който години наред е работил по големи проекти под ръководството на Кнобелсдорф, се констатират огромно нередности. По този повод, Фридрих пише на архитекта си писмо с „израз на крайно недоволство“ относно факта, че Кнобелсдорф „вече не (държи на) ред и коректност“.
Това било началото на едно трайно отчуждаване. На Кнобелсдорф действително продължават да му се възлагат най-различни строителни задачи – така например той е проектирал колонадата на градинката на сърните и пещерата на Нептун, които се нахождат в парка на дворец Сансуси, също така Нойщедската врата (Neustädter Tor) в Потсдам, няколко градски къщи, Френската църква в Потсдам, обелиска на пазарния площад на Потсдам и много други неща – но е стоял на разстояние от кралския двор години наред. Един опит за повторно сближаване завършва тогава с неуспех. Кралят веднъж поръчал, Кнобелсдорф да дойде в Потсдам през лятото на 1750 г., но малко след това бил раздразнен от една забележка от страна на архитекта, и му наредил да се върне обратно в Берлин. Кнобелсдорф веднага се отправил на път, но след като бил изминал около половината от пътя бил настигнат от един военен полицай (фелдйегер), който му нарежда, да обърне и да се върне обратно в двореца. Според старо предание, той отговаря: „Самият крал ми заповяда да отида в Берлин. Прекалено добре знам, дали трябва да се подчинявам на неговите заповеди или на тези на един фелдйегер“ – и продължил по пътя си. След това той никога повече не вижда краля.

Фридрих II очевидно е допринесъл със свои собствени чертожни скици на проекти към всички по-големи сгради, в чиито строежи е участвал Кнобелсдорф. Размерът на неговия принос не винаги може да бъде определен. Всеки, който иска да прецени творческия му принос, трябва също така да вземе предвид, че скиците на краля често може да са били резултат на съвместни обсъждания с неговия архитект. Отначало младият кронпринц възприема 13 години по-големия архитект като свой ментор по въпросите на изкуството и архитектурата и следва неговите предложения. По-късно той настоява все по-често на своите си собствените възгледи по отделни точки и ги налага с помощта на авторитета на по-висшето си положение. В основни линии обаче творческите схващания на краля през целия му живот съвпадат с тези на Кнобелсдорф. Дори и след смъртта на Кнобелсдорф, кралят разпорежда, например, театъра и мраморната зала в градския дворец на Потсдам (и двете проектирани от Кнобелсдорф) да бъдат копирани и построени едно към едно в Новия дворец в парка Сансуси в Потсдам – това е признак, че възникналото в края напрежение между двамата не се основава главно на художествени разногласия, а на лична чувствителност.
- Скица на Фридрих Велики за двореца Сансуси
- Колонада на градинката на сърните в парка на Сансуси. (днес не е запазена)
- Пещерата на Нептун в парка Сансуси, Потсдам.
- Пещерата на Нептун в парка Сансуси. Скица.
- Театърът в Новия дворец, Потсдам.
- Мраморната (бална) зала в Новия дворец, Потсдам

## Лични оценки
Якоб Фридрих фон Бийлфелд, който временно е бил част от обкръжението на кронпринца в Райнсберг, пише през 1739 г.: „Господин фон Кнобелсдорф е джентълмен със сериозно поведение и с малко или много мрачна физиономия, но със съществени заслуги. Външният му вид не е нито приличен, нито дворянски; но той не е по-малко достоен за възхищение поради тази причина. Аз го сравнявам с красив дъб, и Вие знаете, че не е необходимо всички дървета в една градина да са изящно подрязани като дъга, както в Марли. Ако човек пожелае да обрисува разума в човешки вид, то г-н фон Кнобелсдорф би могъл да послужи като образец. Неговото общуване е поучително и той има превъзходна сръчност в архитектурата, рисуването и живописта. [...] той рисува най-красивите пейзажи, които човек може да си представи, и постига удивителна прилика при портретите на най-добрите си приятели.“
Хайнрих Лудвиг Мангер споменава Кнобелсдорф в неговата „Строителна история на Потсдам“ (1789/90 г.). След изброяване на 30 архитектурни творби, извършени само в Потсдам въз основа на неговите чертежи, той също пише за Кнобелсдорф и като художник, „независимо от факта, че той всъщност не принадлежи към историята на сградите. – Той рисуваше много и всичко в съгласие с природата. Той използваше всяко малко нещо, което му се изпречваше на пътя, което смяташе, че може да му потрябва в бъдеще, и го начертаваше в своя тефтер, комуто беше отредено специално място в неговите одежди. Тези скици са свободни, леки и майсторски нахвърлени по негов присъщен начин. [...] Същото може да се каже и за пейзажните му картини, защото всичко в тях е според природата и с красива смесица от цветове, без да пропада в някаква тежест или нашареност.“
Фридрих Велики написва възпоменателна реч (хвалебствено слово) за Кнобелсдорф на френски език и разпорежда, то да бъде на прочетено на 24 януари 1754 г. пред Академията на науките, на която починалият е бил почетен член от 1742 г. В него той намеква за напрежението, възникнало между двамата през последните години, но преди всичко разкрива своето в основни линии непроменено уважение: „[...] Кнобелсдорф спечели всеобща почит с честния си и порядъчен характер. Той обичаше истината и вярваше, че тя не наранява никого. Той разглеждаше услужливостта като принуда и бягаше от всичко, което изглеждаше да накърни свободата му. Трябваше да го познаваш добре, за да оцениш напълно заслуги му. Той подпомагаше талантите, обичаше творците и предпочиташе да бъде търсен, отколкото да се бута. Преди всичко трябва да се каже за негова похвала: той никога не е бъркал съревнованието със завист, чувства, които са много различни [...]“ (превод от Волц, 1913 г.).

## Важни сгради – хронология
- 1734 г. – Храмът на Аполон в парка на Амалтея в гр. Нойрупин.
- 1737 г. – Преустройство на дворец Райнсберг (до 1740 г.).
- 1740 г. – планове за възстановяване на опожарения град Райнсберг. Планиране и изграждане на Берлинската опера (до 1743 г.). Пристройки към двореца Монбижу в Берлин (до 1742 г.). Новото крило в двореца Шарлотенбург в Берлин (до 1742 г., интериор до 1746 г.).
- 1741 г. – начало на преустройването на централния парк в Берлин „Тиргартен“.
- 1744 г. – Работа по реконструкцията на Градския дворец в Потсдам (до 1752 г.) и планове за парка Сансуси.
- 1745 г. – Проекти за колонен портал на парка Сансуси. Планове за двореца Сансуси (завършен 1747 г.).
- 1748 г. – Планове за възстановяване на двореца Десау. Не са изпълнени.
- 1749 – Скици за мраморната зала на Градския дворец в Потсдам.
- 1750 г. – Завършване на замъка „Клайстензиц“ в гр. Цюцен (Голсен) (опожарен през 1945 г.)
- 1751 г. – Скици за колонадата на еленовата градина и за пещерата на Нептун в парка на Сансуси.
- 1752 г. – Изграждане на Френската църква в Потсдам.
- 1753 г. – Скици за обелиска насред Градския пазар в Потсдам и за Нойщедстката врата в Потсдам.

## Почитане
По повод неговия 275-и рожден ден, през 1974 г. Германската федерална поща в Берлин издава специална марка.
На него е кръстен астероид (№ 29329), открит през 1994 г.